# Суд Паріса

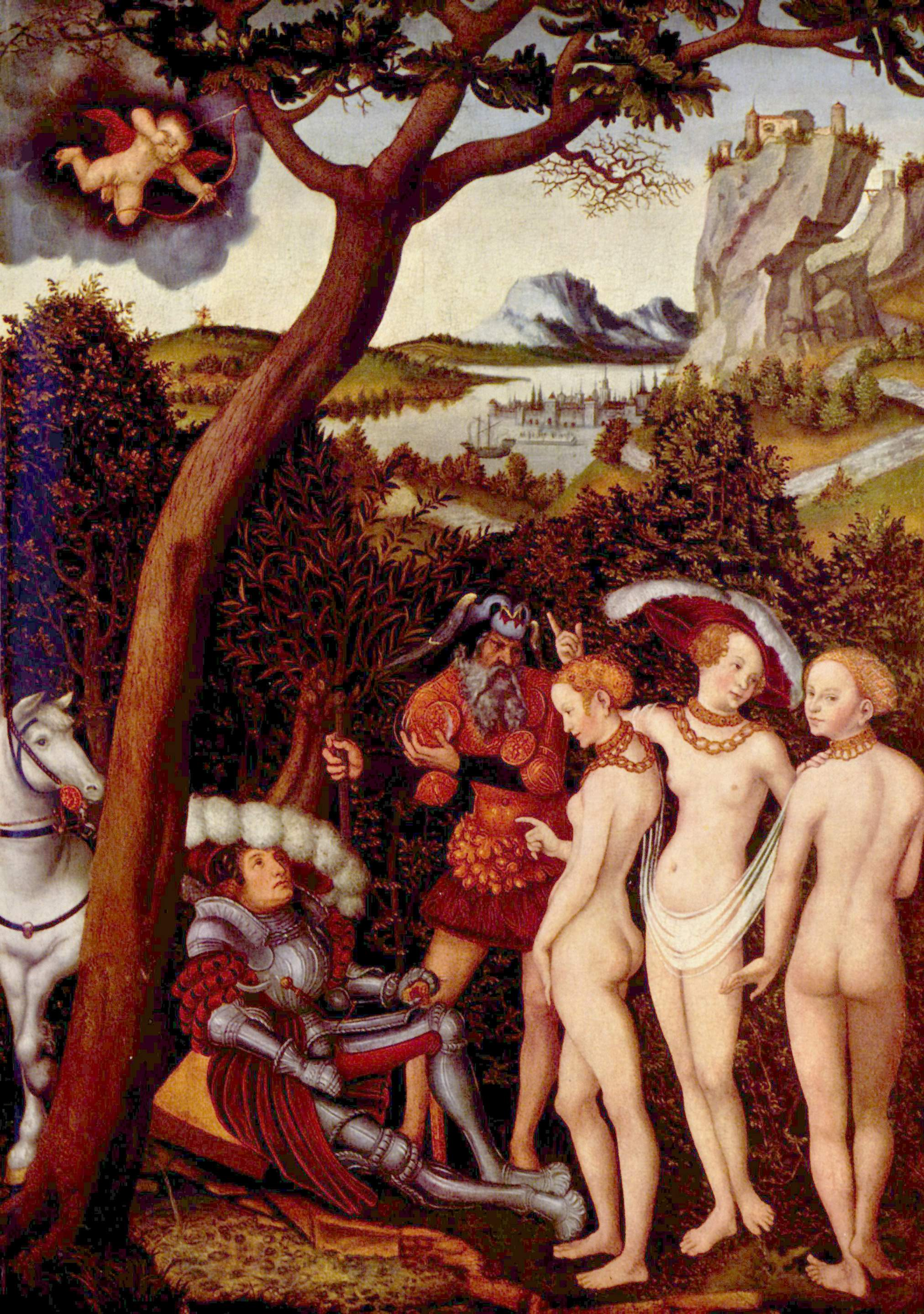
«Суд Паріса», Лукас Кранах Старший, бл. 1528, музей Метрополітен, Нью-Йорк

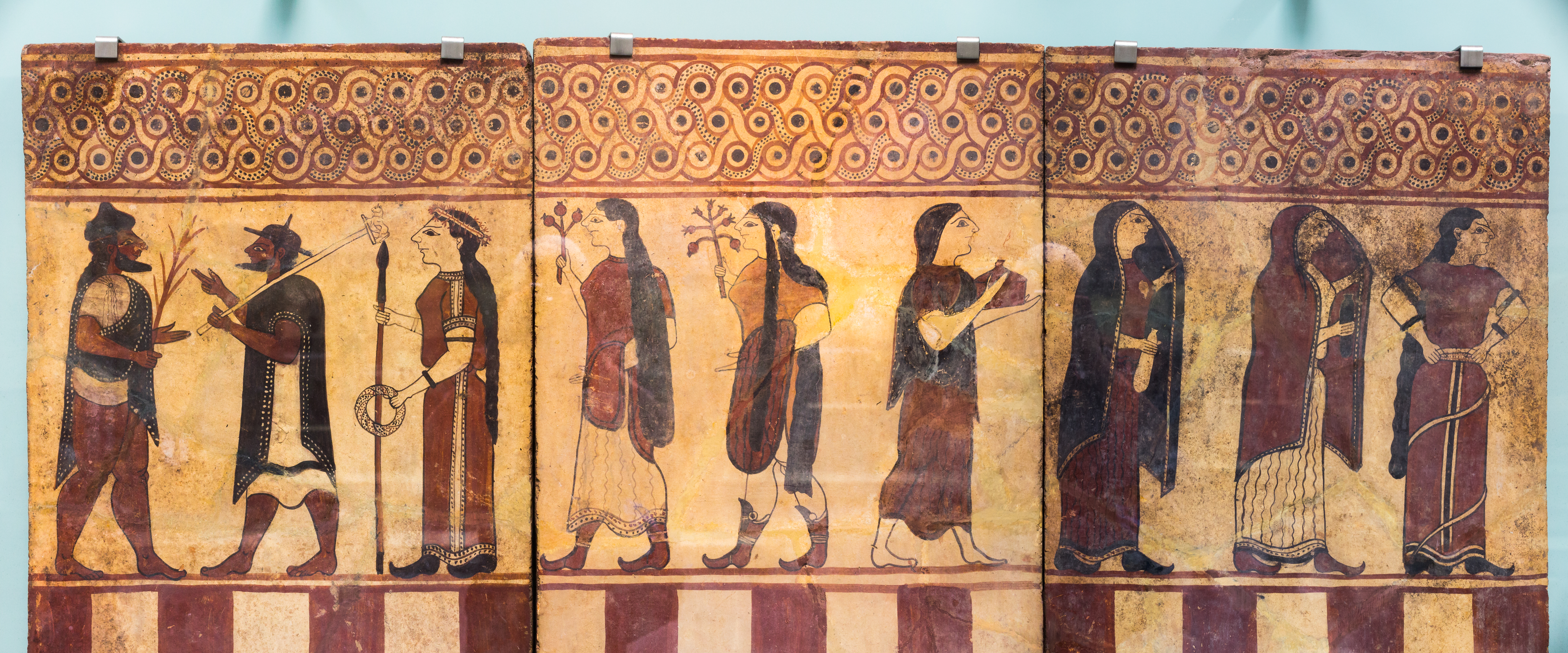
Паріс приймає Гермеса, який веде Афіну, Геру та Афродіту, 560—550 рр. до н. е.

Суд Паріса — сюжет давньогрецької міфології про пасторальний конкурс краси, на якому троянський царевич Паріс виносить свій вердикт трьом богиням. Сцена не має жодних натяків на жахливі події, які відбудуться внаслідок цього вердикту, а саме — на Троянську війну. У пізніших версіях Суд Паріса є передісторією заснування Рима.

## Сюжет
Богиня розбрату Ерида, ображена тим, що її не запросили на весільний бенкет Пелея і Фетіди, вирішила помститися богам і підкинула гостям бенкету яблуко з написом «Найпрекраснішій» (гр. καλλίστῃ, датив від καλος «прекрасний»). Аж тут між трьома богинями — дружиною Зевса Герою, покровителькою війни і мудрості Афіною та богинею кохання Афродітою — виникла суперечка: кому по праву належить яблуко? Богині звернулися до Зевса, але той відмовився бути суддею. Зевс віддав яблуко Гермесу і велів відвести богинь на околиці Трої до прекрасного сина царя Трої Паріса, який і повинен вибрати найгарнішу з трьох богинь. Вони з'явилися до Паріса оголеними. Кожна з них стала переконувати Паріса віддати яблуко саме їй, обіцяючи юнакові великі нагороди. Гера пообіцяла Парису владу над усією Азією, Афіна — військові перемоги і славу. Паріс віддав яблуко Афродіті, яка обіцяла нагородити його любов'ю будь-якої жінки, яку він обере. При цьому вона захоплено описала йому Єлену Прекрасну, дочку громовержця Зевса і Леди, і дружину Менелая, царя Спарти. Це призвело до викрадення Єлени Парісом, що і стало причиною Троянської війни. Паріс став улюбленцем Афродіти, і вона в усьому допомагала йому. Гера і Афіна зненавиділи Паріса та всіх троянців.

## У мистецтві
- Суд Паріса (картина)

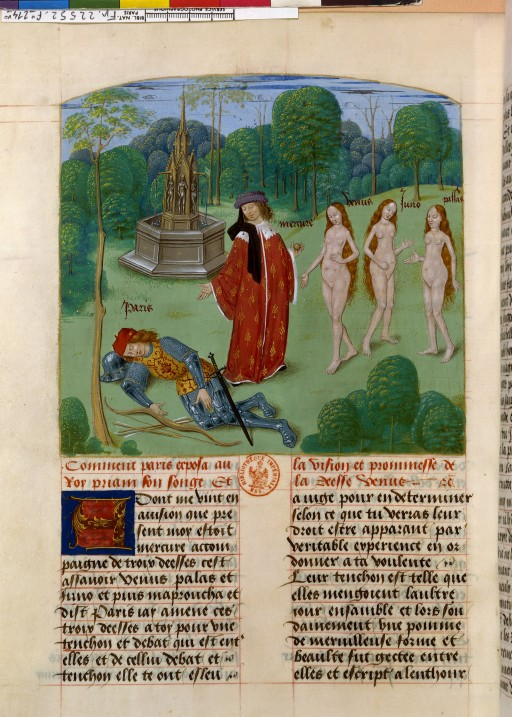
Мініатюра, бл. 1495
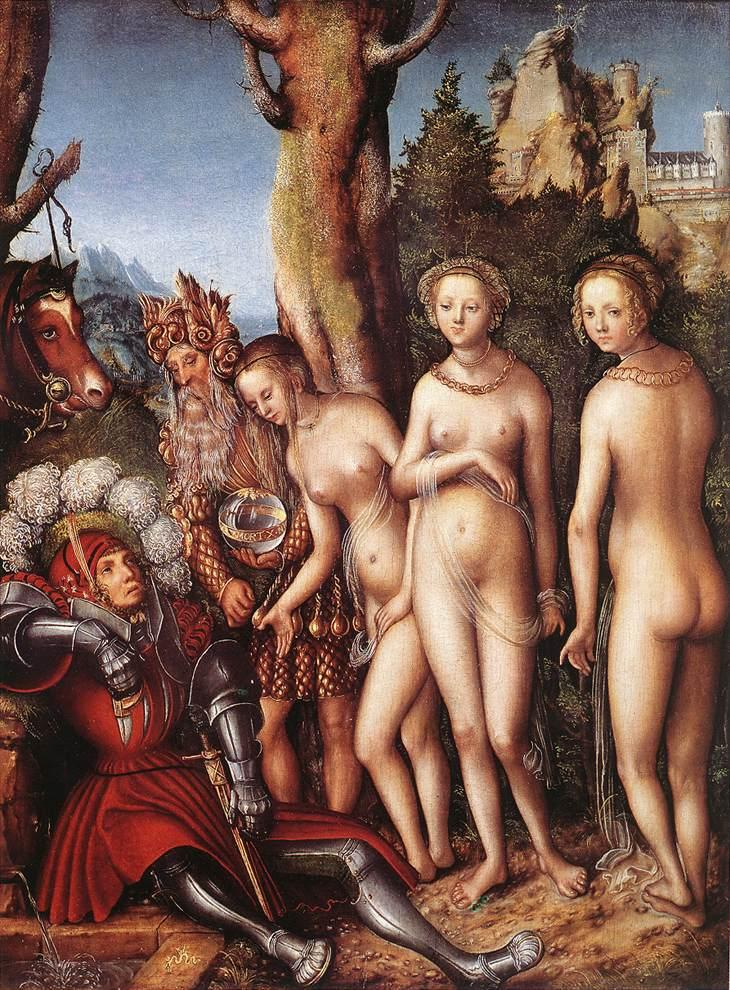
Лукас Кранах старший, бл. 1512-1514
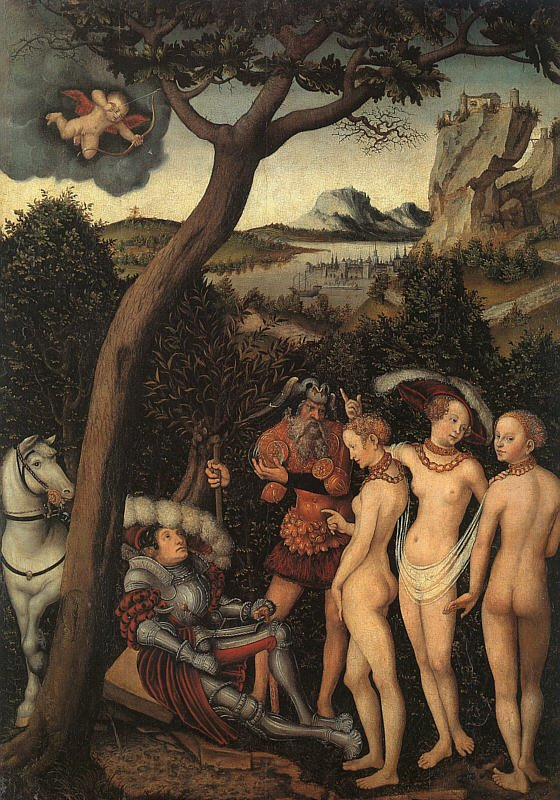
Лукас Кранах старший, бл. 1528
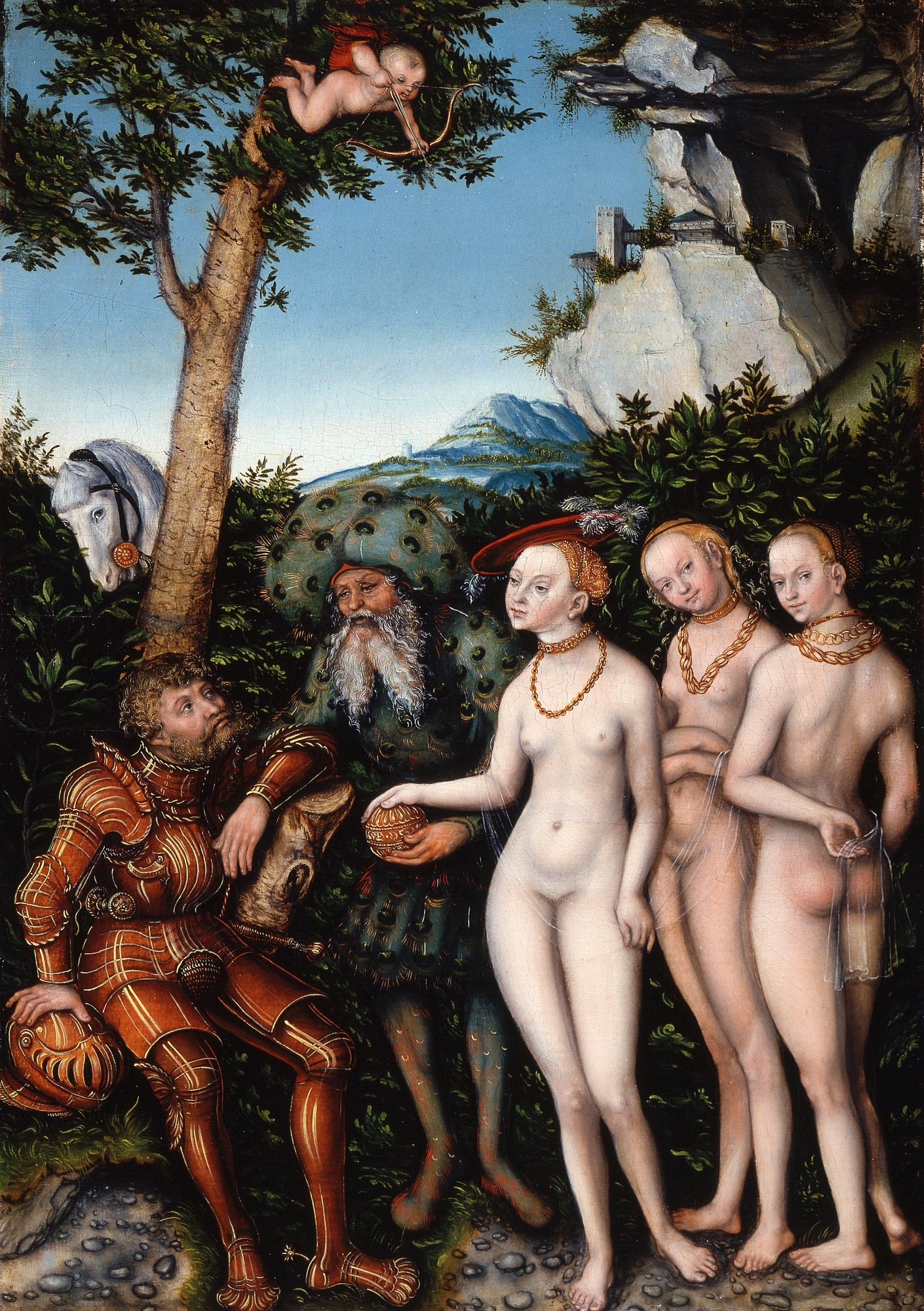
Лукас Кранах старший, бл. 1530
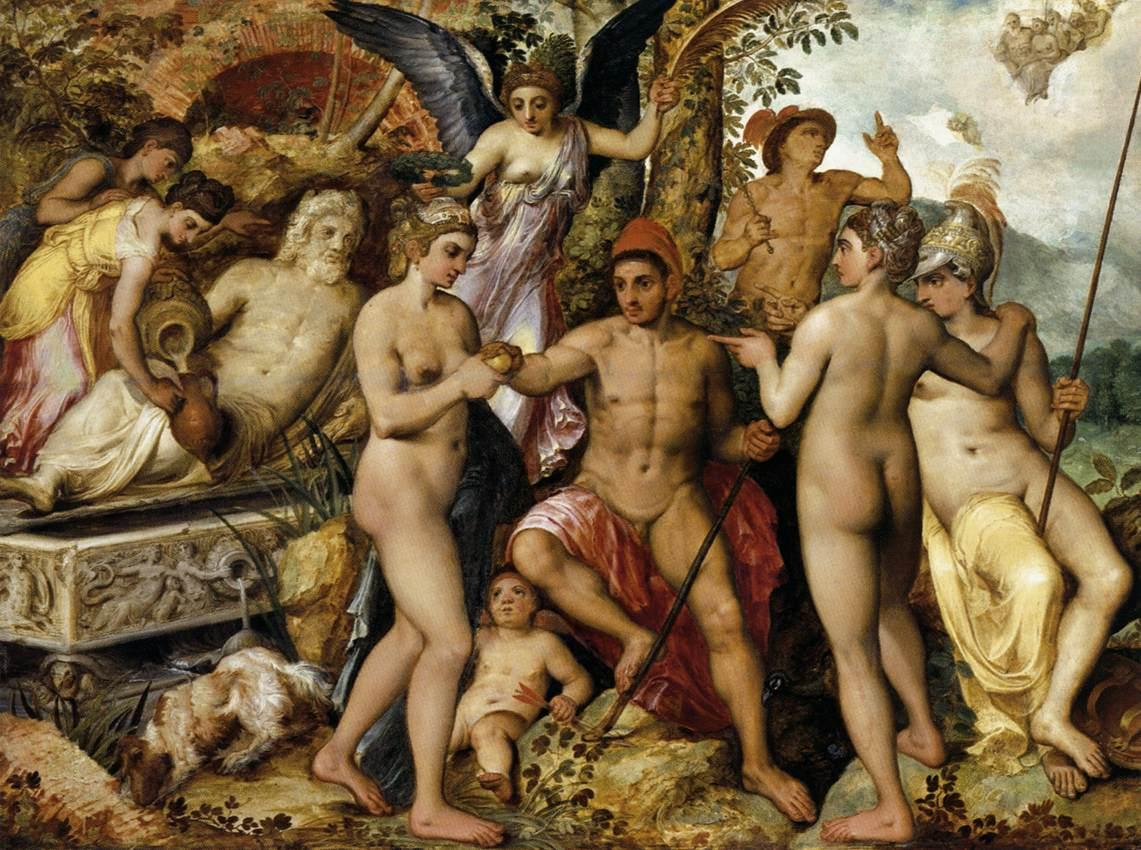
Франс Флоріс, бл. 1548
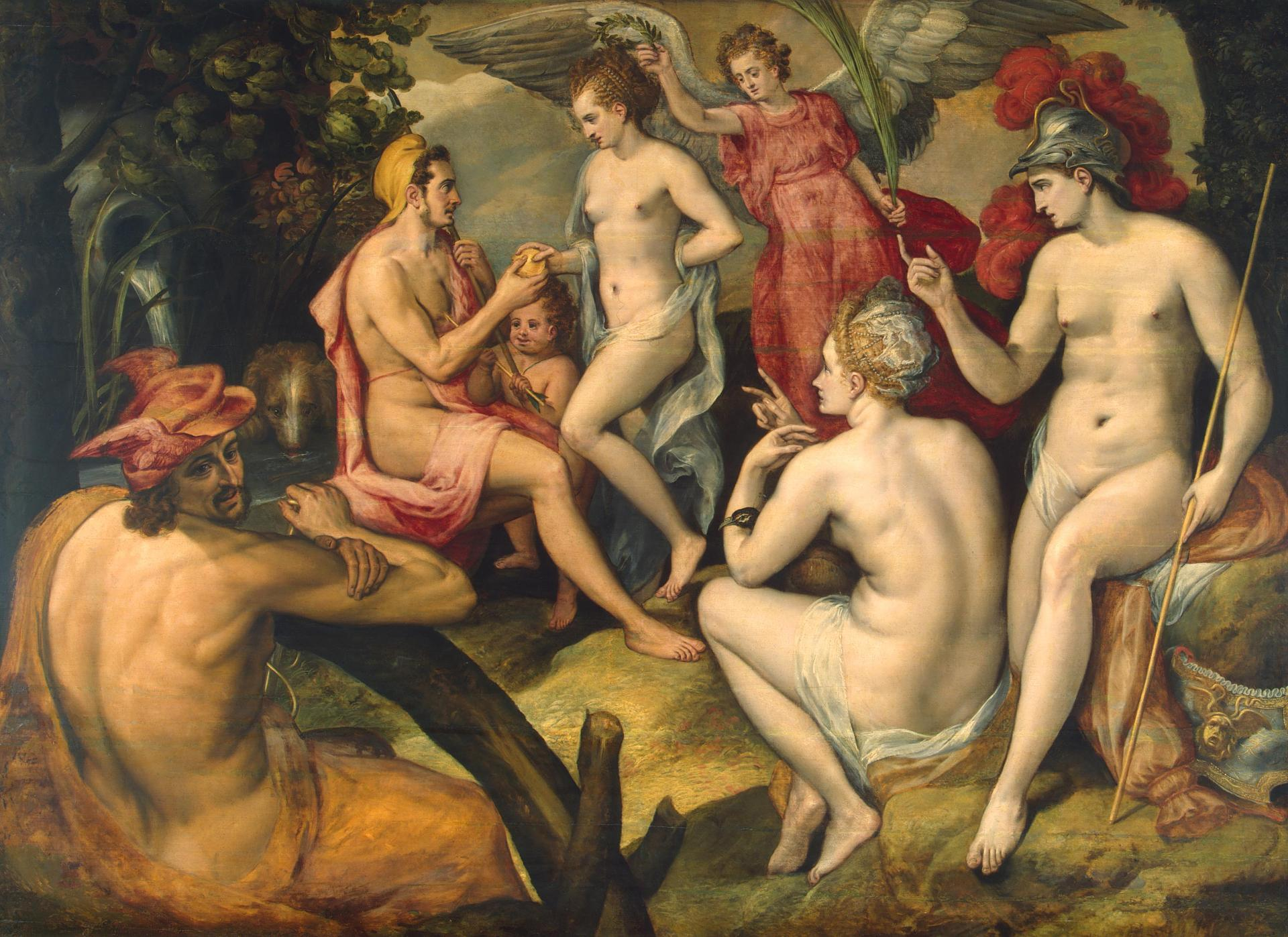
Франс Флоріс, бл. 1550
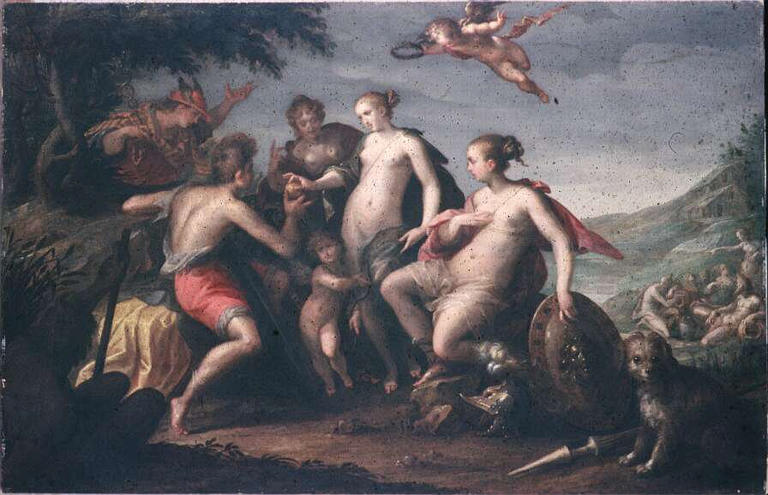
Ганс фон Аахен, бл. 1588
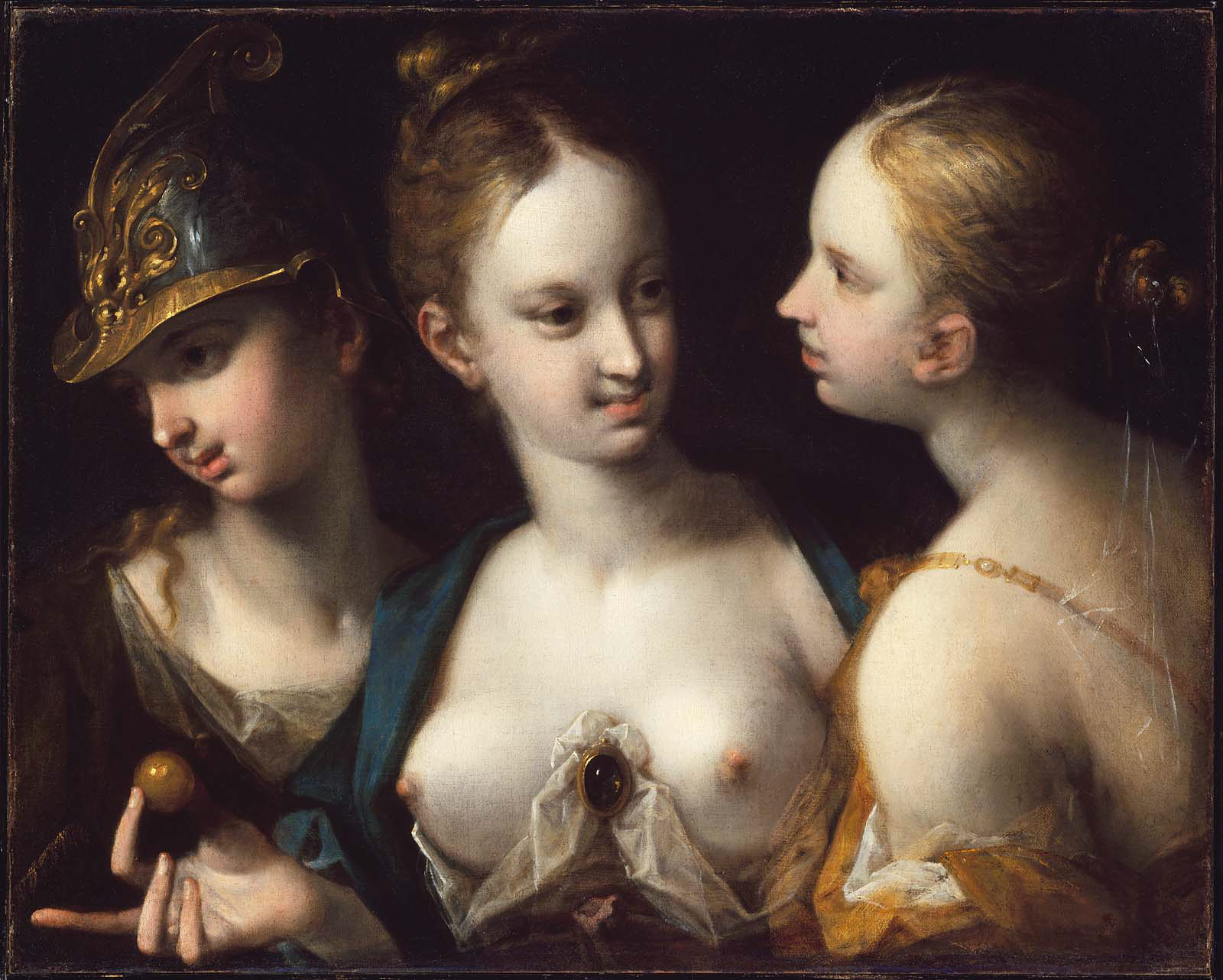
Ганс фон Аахен, бл. 1593.
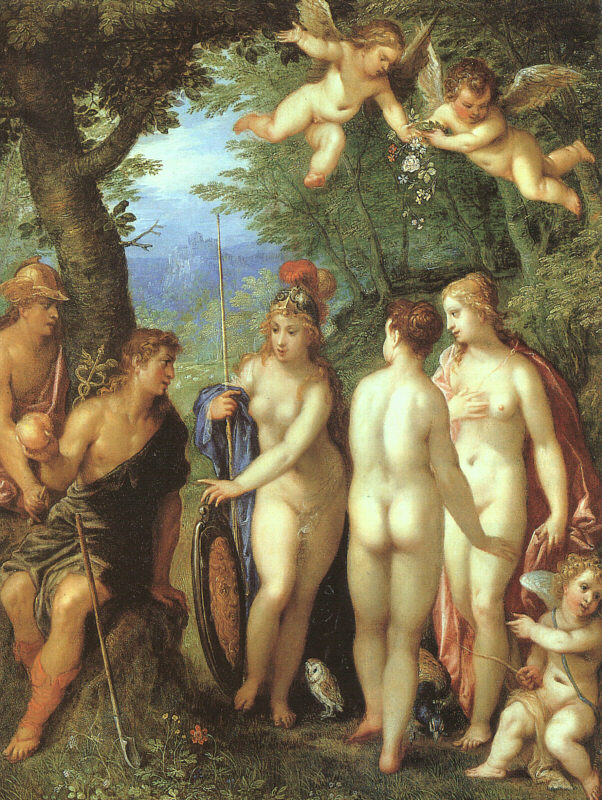
Гендрік ван Бален старший, бл. 1599
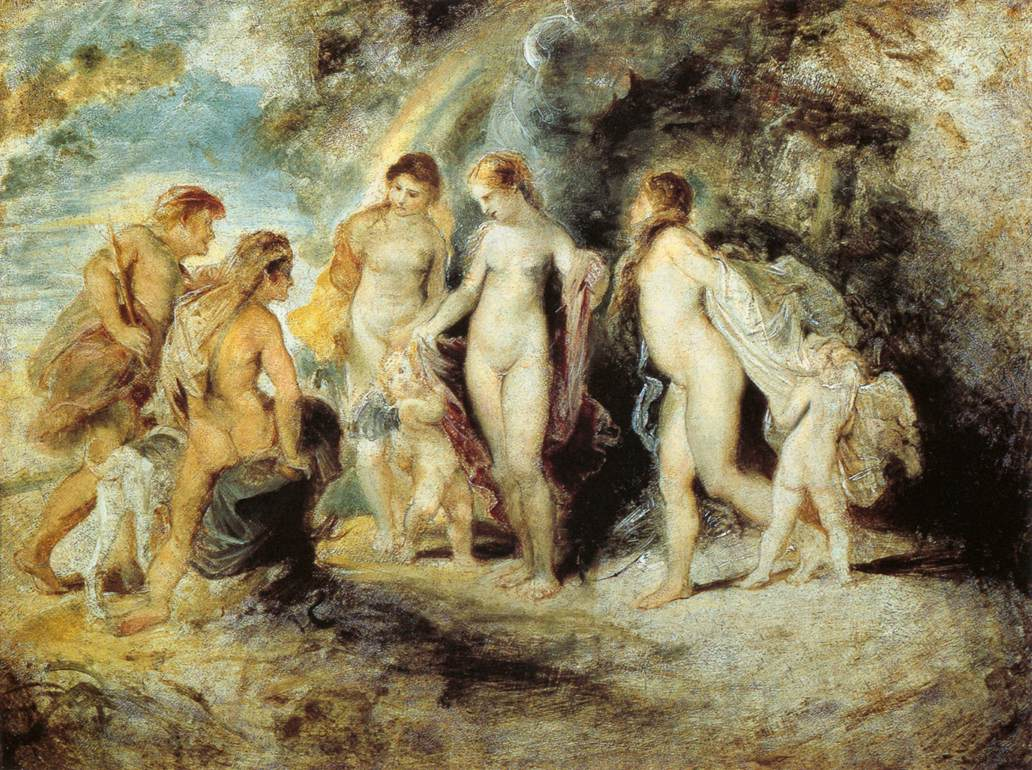
Петер Пауль Рубенс, бл. 1606
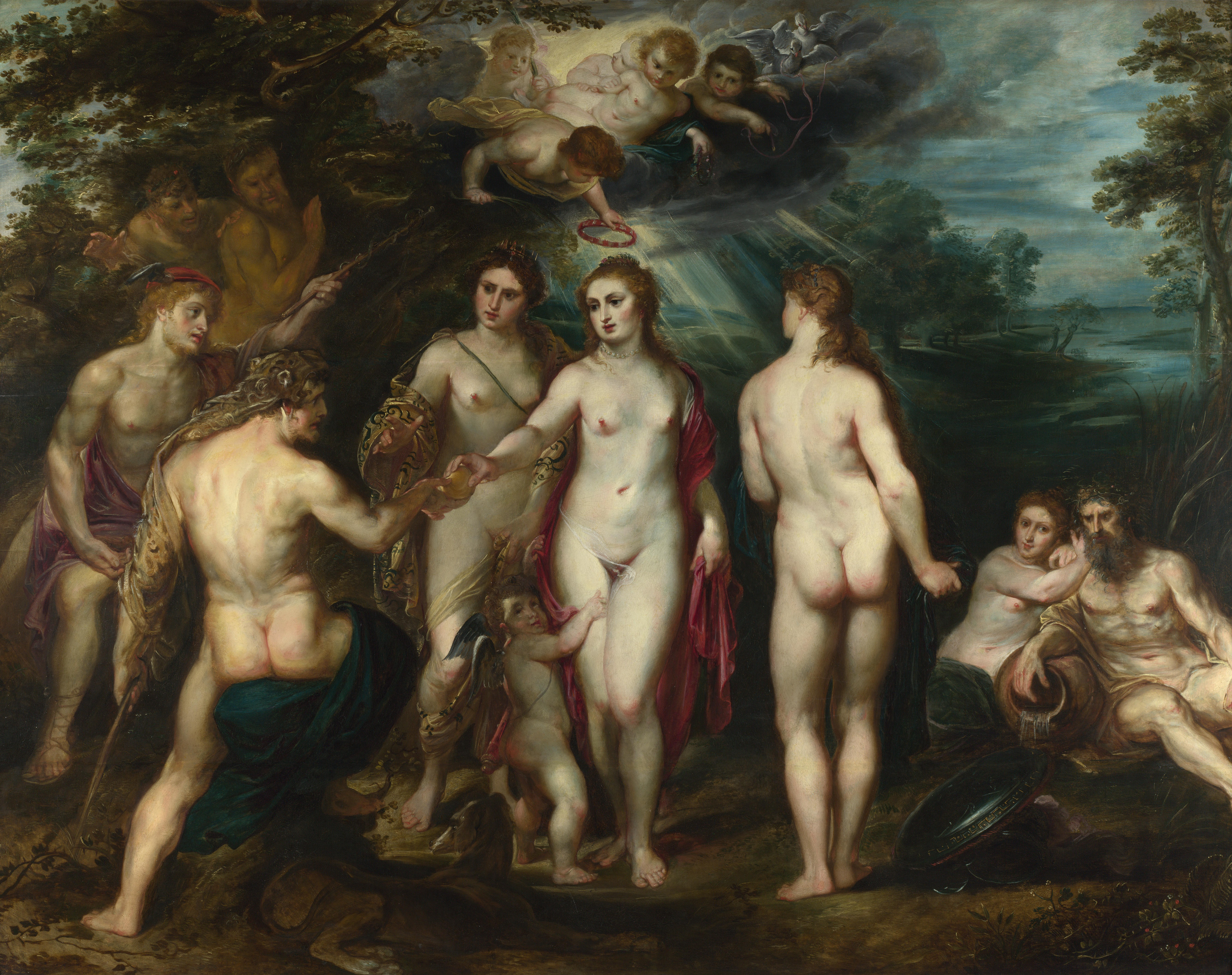
Петер Пауль Рубенс, бл. 1625
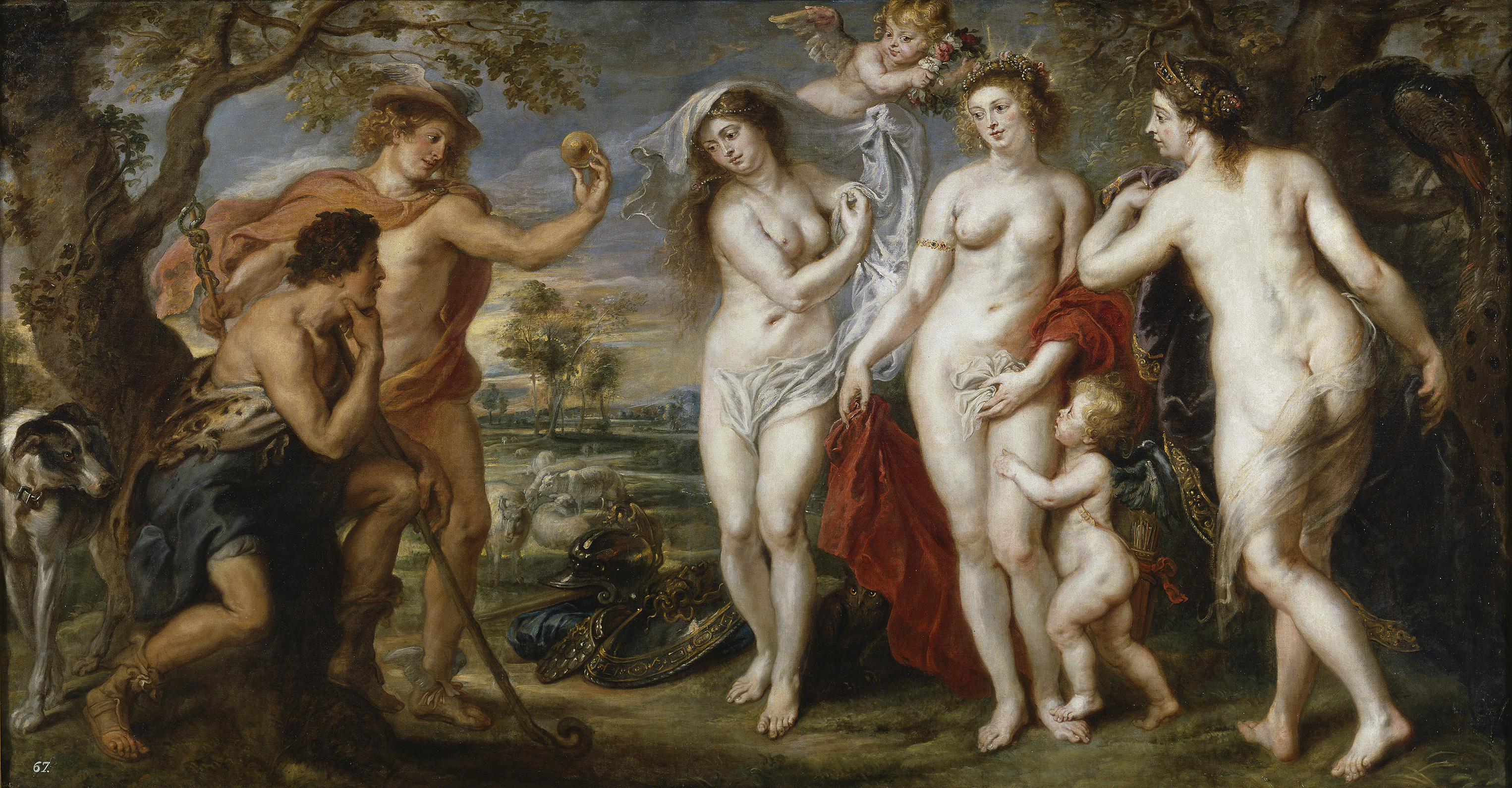
Петер Пауль Рубенс, бл. 1638-1639
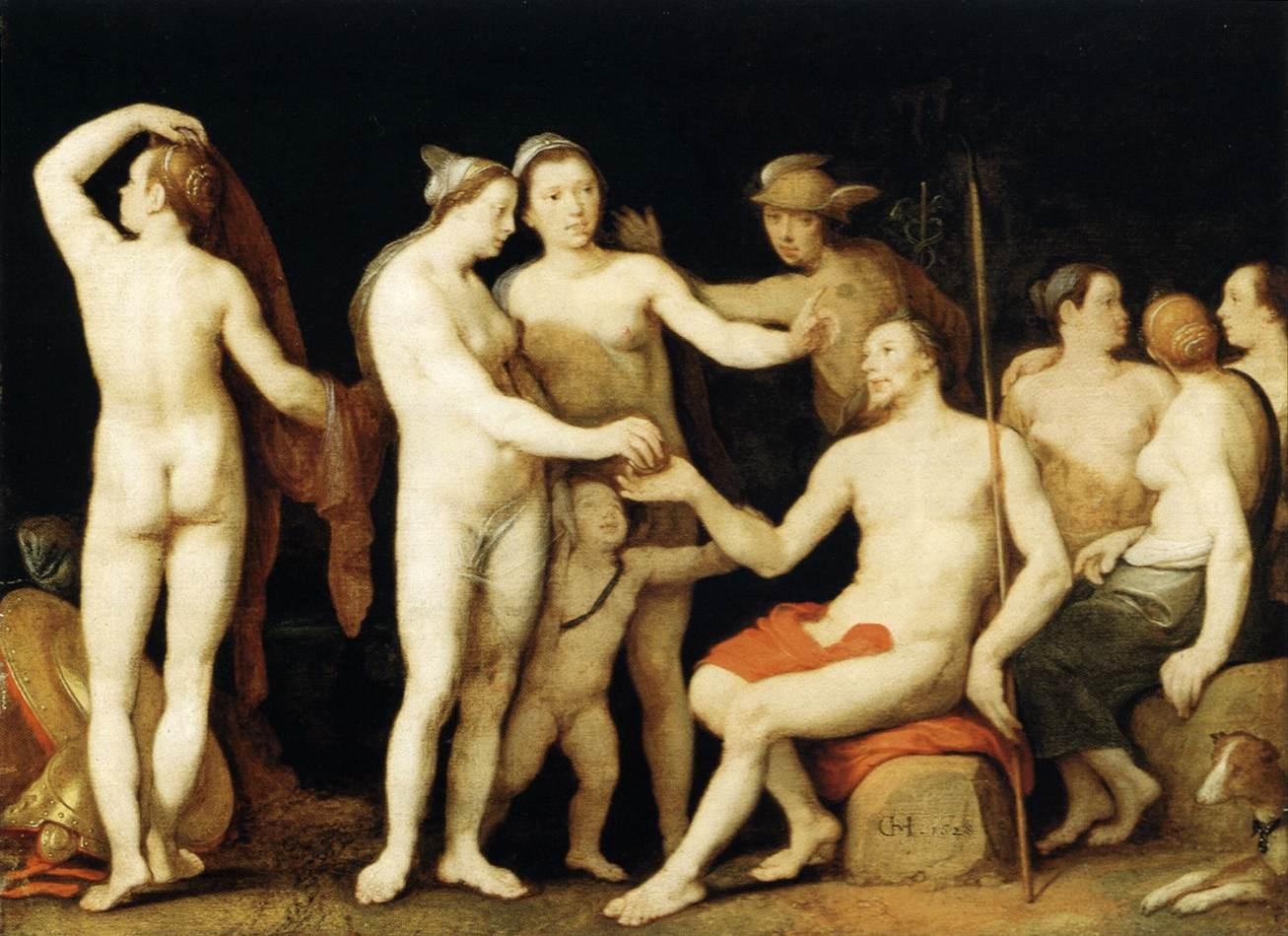
Корнеліс Корнеліссен ван Гарлем, бл. 1628
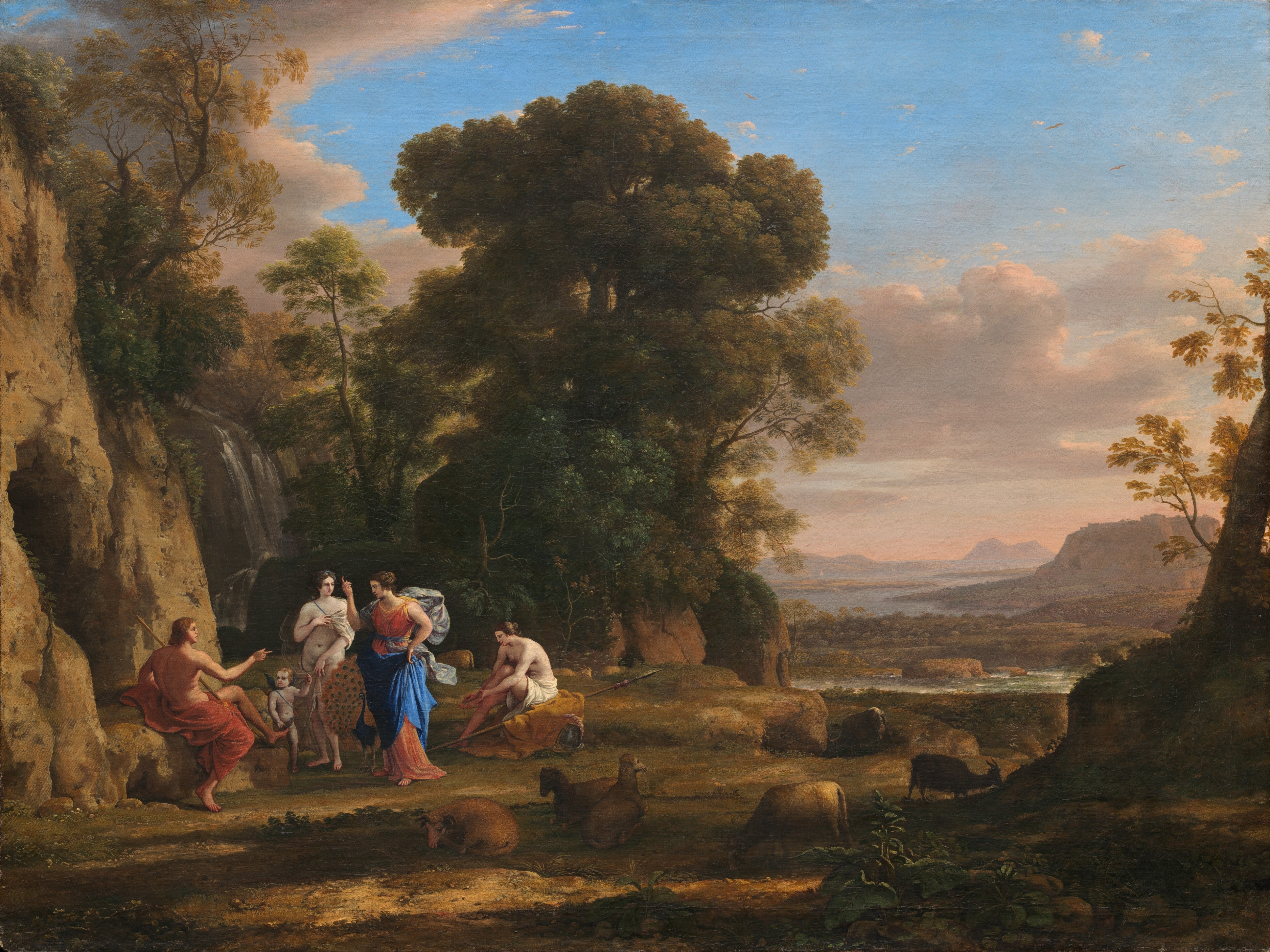
Клод Лоррен, бл. 1645-1646
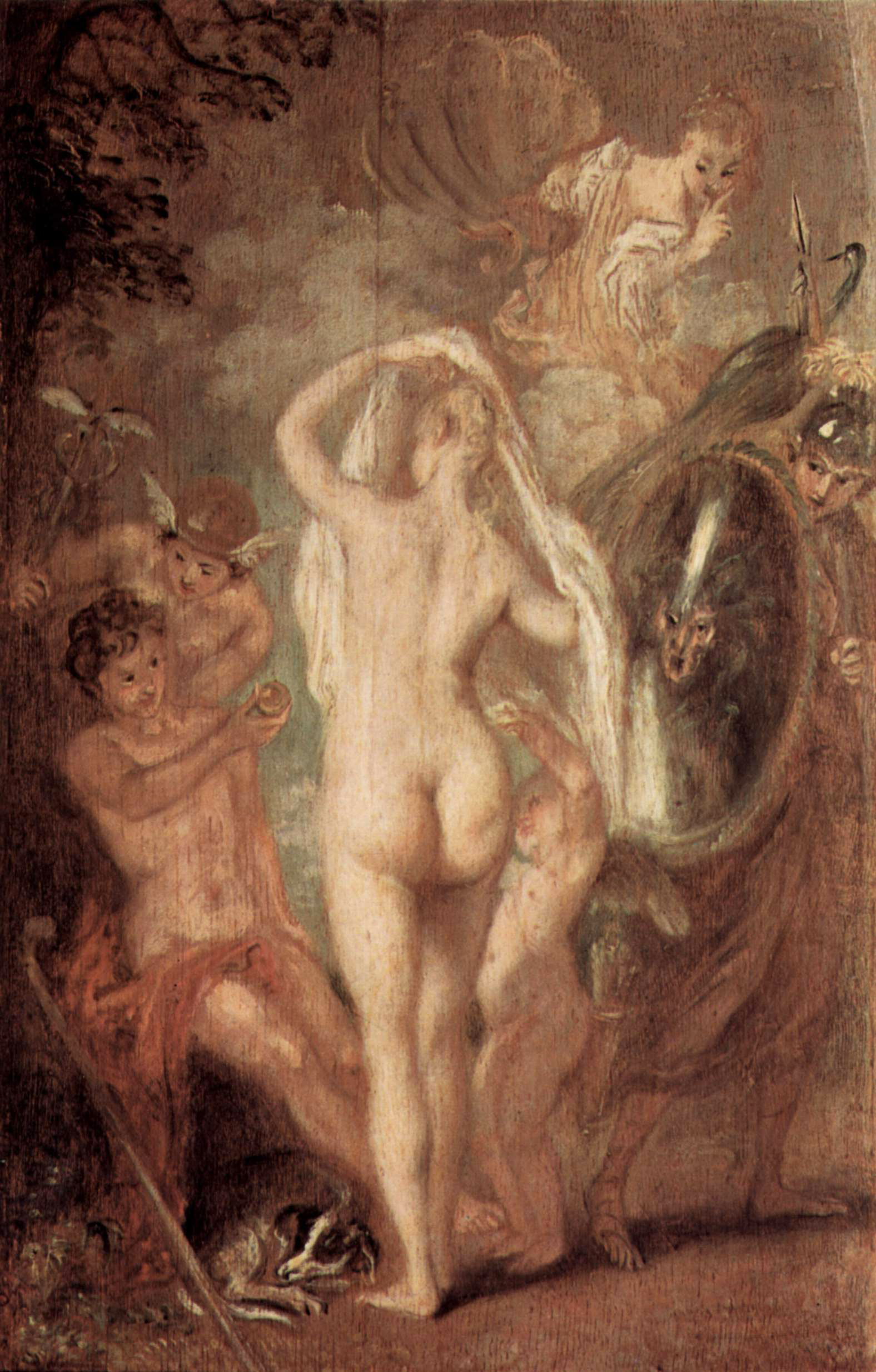
Антуан Ватто, бл. 1720
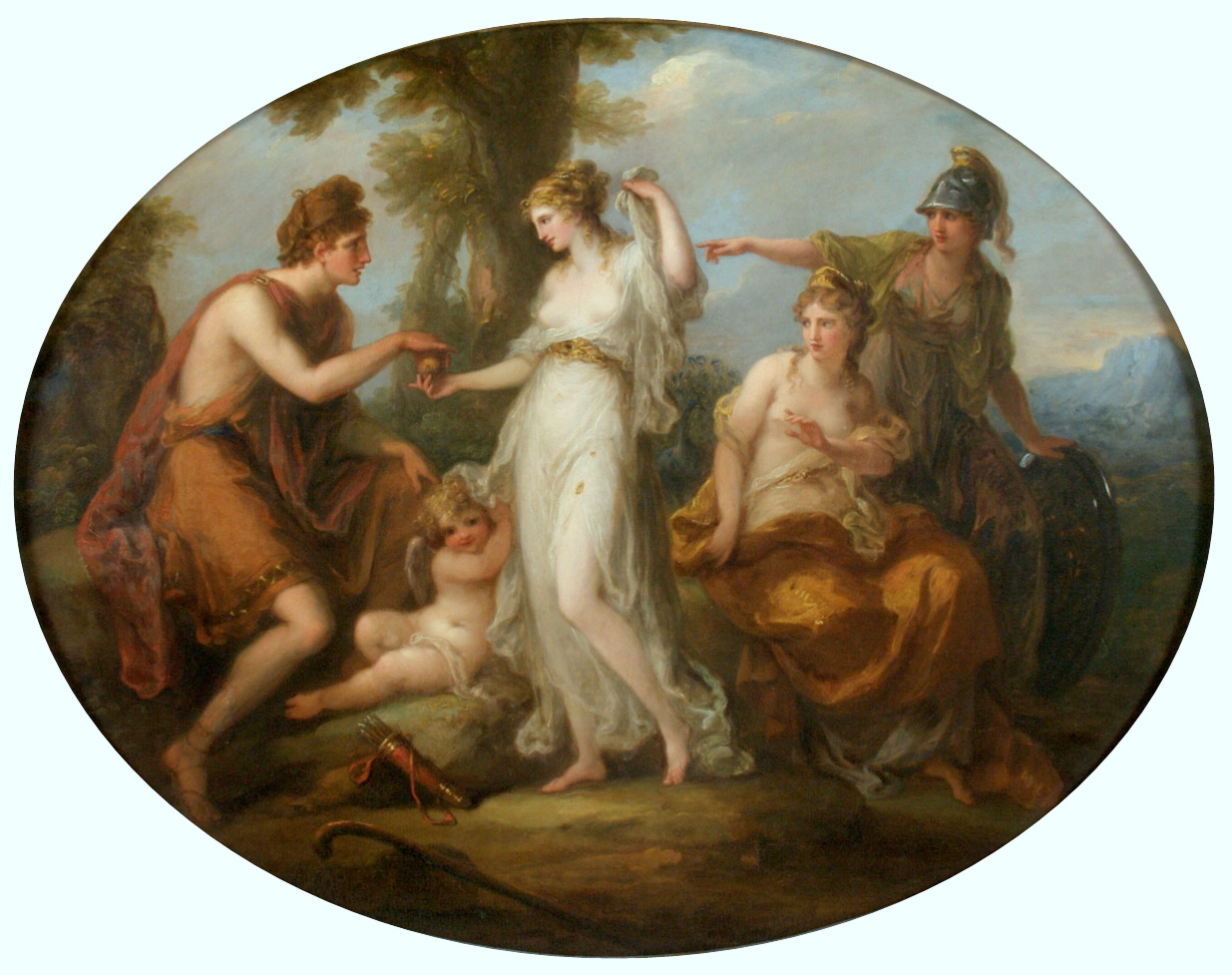
Ангеліка Кауфман, бл. 1770-1797
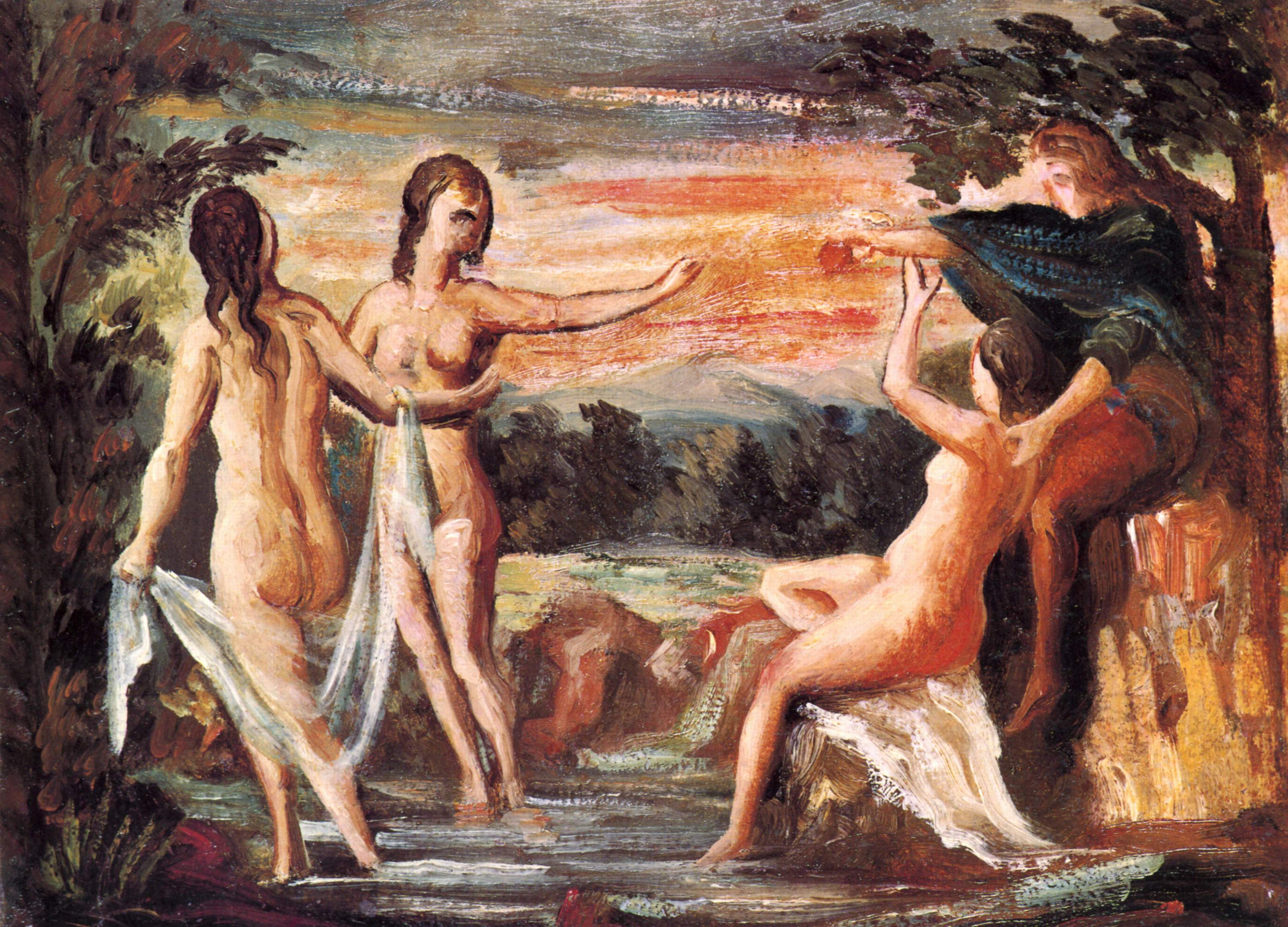
Поль Сезанн, бл. 1862-1864
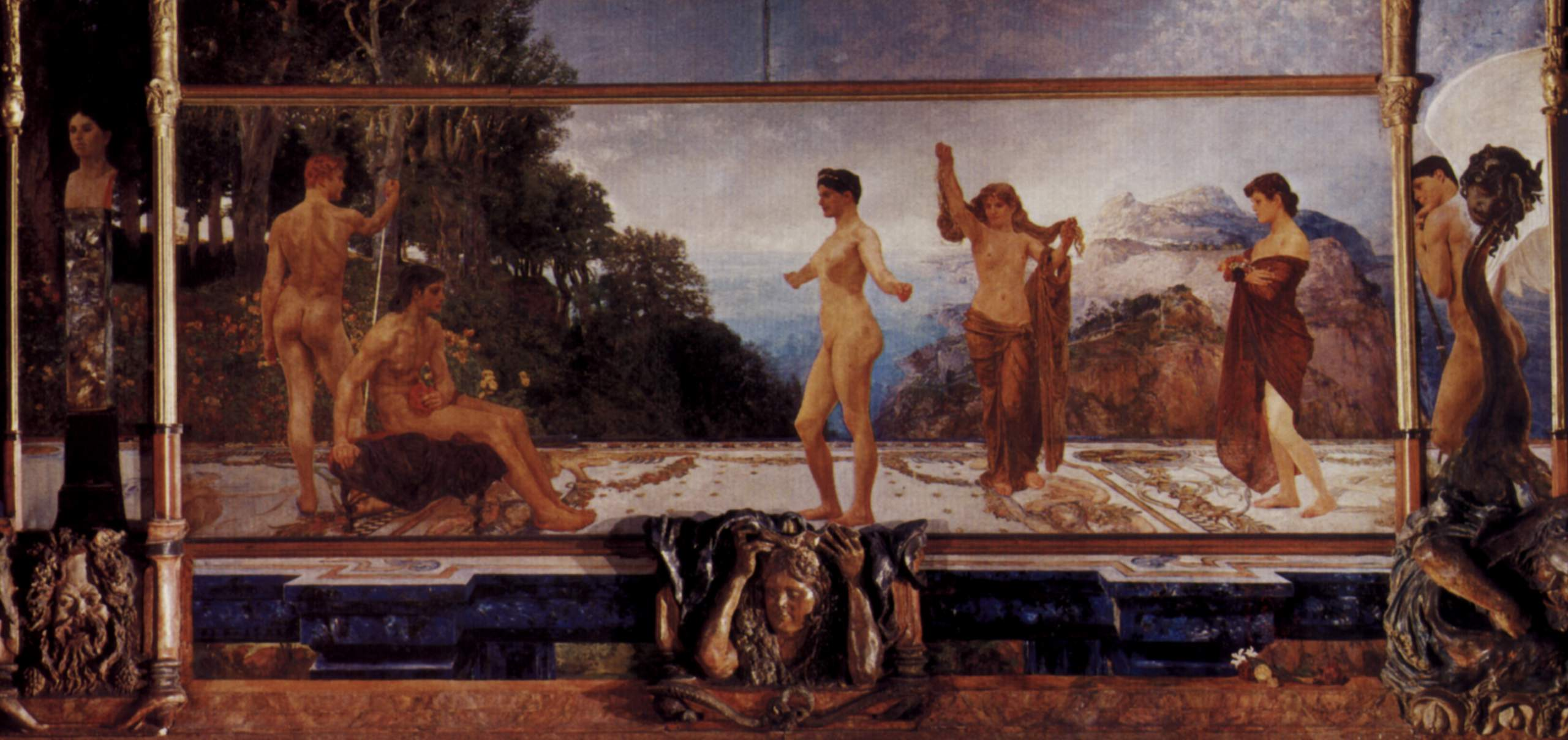
Макс Клінгер, бл. 1886-1887
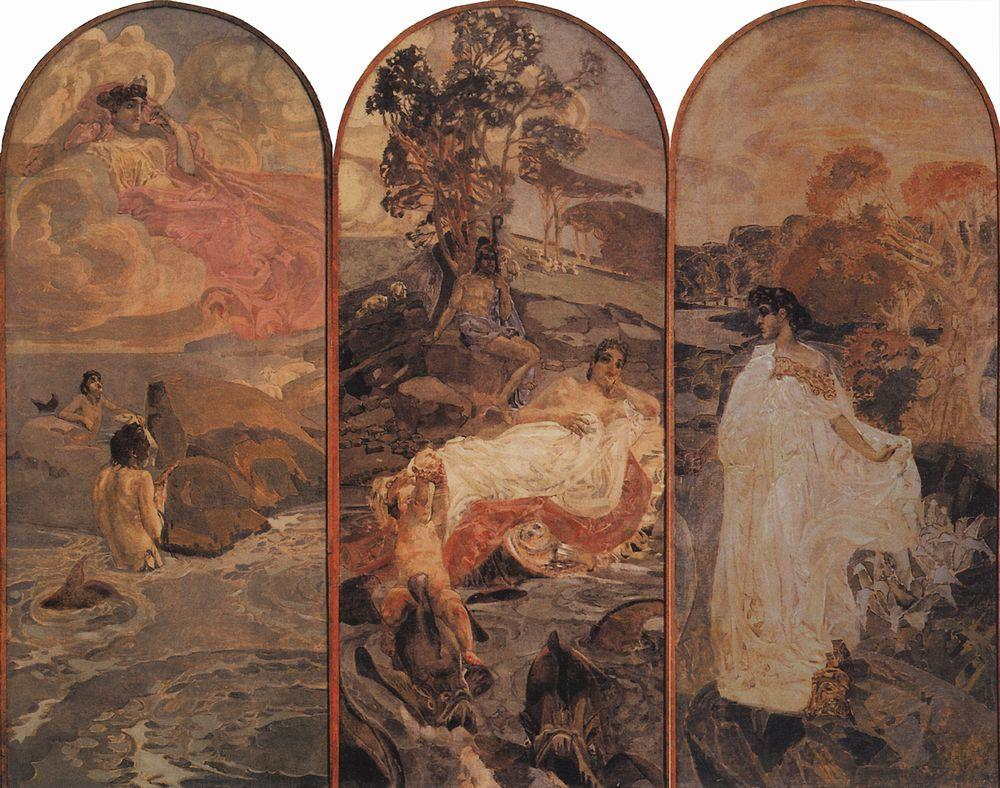
Михайло Врубель, 1893
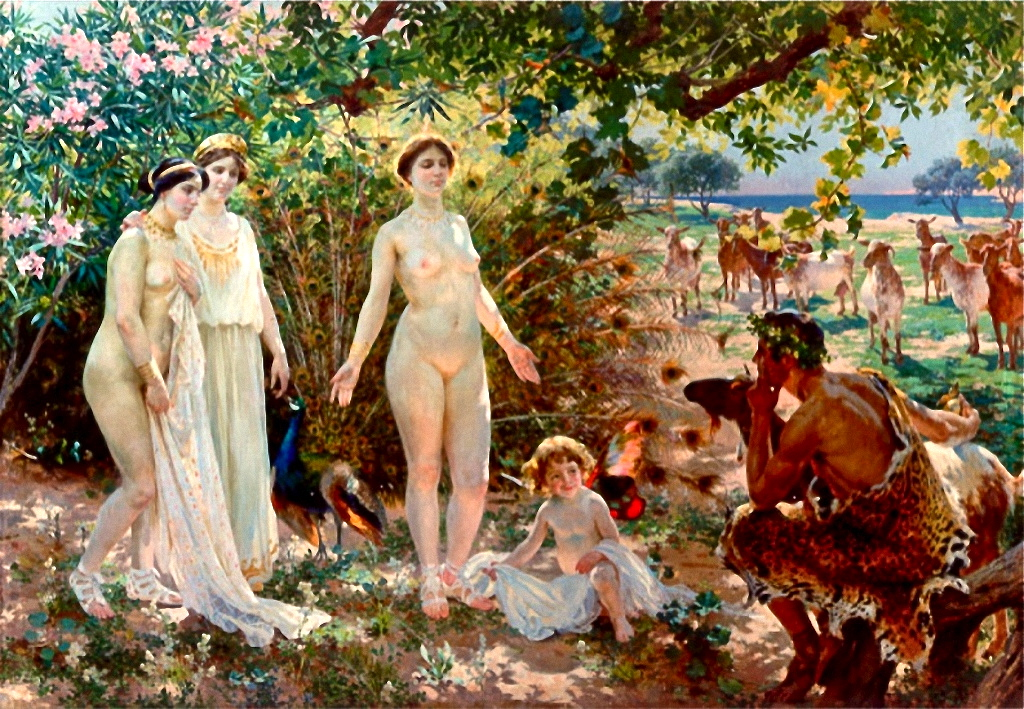
Енріке Сімоне, 1904